# Medvedovce
Medvedovce (ukrajinsky Медведівці, rusínsky Медведôвцï, maďarsky Fagyalos) je vesnice na Ukrajině, v Zakarpatské oblasti, v okrese Mukačevo, ve vesnické komunitě Velyki Lučky, v obci Kaľnyk. V roce 2024 zde žilo 470 obyvatel.

## Historie
V lokalitě Babinka (ukrajinsky Бабинка) bylo nalezeno sídliště z pozdní doby bronzové a starší doby železné. V roce 1964 zde byl nalezen bronzový poklad, který zahrnoval 27 předmětů. V mohylníku je skupina mohyl. V roce 1967 byl v jedné rozbité mohyle nalezen bronzový poklad obsahující 33 předmětů pocházejících z pozdní doby bronzové a starší doby železné.
První písemná zmínka o vsi pochází z roku 1557, kdy byla uvedena jako Medwefalwa, v roce 1570 byla uvedena jako Meduefalua, v roce 1904 jako Fagyalos. Do Trianonské smlouvy byla ves součástí Uher, poté součástí Československa. Po krátkém období nezávislé republiky Karpatská Ukrajina, byla ves obsazena Maďarskem. Od roku 1945 patřily Medvedovce Ukrajinské sovětské socialistické republice, která byla součástí SSSR, a nakonec od roku 1991 Ukrajině.

### Zajímavost
Ze vsi pochází celodřevěný Chrám svatého archanděla Michaela,. který byl v roce 1929 převezen do Prahy (do Kinského zahrady na Smíchově). Chrám byl postaven v 17. století ve vesnici Velké Loučky a v roce 1793 byl prodán a přemístěn do Medvedovců.